# آنجلا پرستیری
آنجلا پرستیری (به انگلیسی: Anxhela Peristeri) (زاده ۲۴ مارس ۱۹۸۶) خواننده آلبانیایی است.
او نماینده آلبانی در یوروویژن ۲۰۲۱ است.